# Sonotrella crumbi
Sonotrella crumbi är en insektsart som först beskrevs av Lucien Chopard 1969.  Sonotrella crumbi ingår i släktet Sonotrella och familjen syrsor. Inga underarter finns listade i Catalogue of Life.